# Jerzy Rychlik
Jerzy Rychlik (ur. 1956) – polski specjalista prawa międzynarodowego, wykładowca, dyplomata; Konsul Generalny RP w Brześciu (1993–1996) i Moskwie (ok. 1997–2001).

## Życiorys
Absolwent Wydziału Biologii oraz Wydziału Prawa i Administracji Uniwersytetu Warszawskiego. W 1993 na WPiA UW obronił doktorat z nauk prawnych, specjalność nauka o administracji, Łagodzenie konfliktów ekologicznych na terenach aglomeracji miejskich na przykładzie habitatu warszawskiego w oparciu o odpowiednie zastosowanie prawa (promotor: Leon Łustacz).
Pracował w Instytucie Nauk Prawnych Polskiej Akademii Nauk, był m.in. dyrektorem zarządu Fundacji Promocji Prawa Europejskiego INP PAN. Wykładał bądź wykłada także w Warszawskiej Wyższej Szkole Biznesu (dziekan Wydziału Zarządzania) i na Uczelni Techniczno-Handlowej im. Heleny Chodkowskiej. Przez 8 lat związany z Ministerstwem Spraw Zagranicznych – Konsul Generalny RP w Brześciu (1993–1996) i Moskwie (ok. 1997–2001). Autor ok. 50 publikacji naukowych na temat prawa ustrojowego i samorządu terytorialnego.